# François de Belleforest
 (juin 2020).
François de Belleforest, né vers 1530 dans l'ancien comté de Comminges et mort en 1583 à Paris, est un écrivain français - à la fois traducteur, historiographe, cosmographe et poète.

## Biographie
Belleforest fut orphelin dès l’âge de sept ou huit ans après avoir perdu son père, un petit noble de province peu fortuné, mort en tant que soldat. Il finança ses études en étant précepteur auprès de riches familles bourgeoises dans différentes villes du sud-ouest de la France. Ce n’est qu’en 1557 qu’il parvint à gagner Paris.
Aussi jeune et cultivé soit-il, il n'est pas le seul dans Paris à courir les aides financières de familles aisées ou d’éditeurs. Commence alors pour Belleforest un véritable combat pour obtenir une reconnaissance sociale qui lui a été longtemps refusée, et plus particulièrement pour asseoir sa position financière. Dans ce domaine il a plus ou moins réussi comme en témoigne l’année 1572, date à laquelle François Belleforest escolier est mis à contribution pour un emprunt royal. Dès cette époque, il a donc accès à un bien-être financier, bien que modeste.
Belleforest avait revu, dès ses années parisiennes, ses ambitions à la baisse, notamment celle d’atteindre le rang d’un Ronsard, même s’il écrivit jusqu’à la fin de sa vie de la poésie occasionnelle, des dédicaces ou des pamphlets en rimes, ou bien encore des louanges. En ces temps d’affrontements religieux, ces dernières expriment sans conteste sa sympathie pour les thèses catholiques et la monarchie de droit divin. Ces sympathies lui valurent quelques gratifications qui lui permirent de gagner sa vie en plus de revenus obtenus grâce à ses traductions du latin, de l’italien ou encore de l’espagnol, sans oublier ses propres ouvrages historiques et cosmographiques. Tout cela manquait la plupart du temps de rigueur, comme c’était l’usage à l’époque ; Belleforest les augmentait ou les embellissait de telle façon qu’il pouvait faire passer ses traductions pour des œuvres personnelles. C’est ainsi qu’il fit son entrée sur la scène littéraire en 1571 en tant qu’auteur du premier roman pastoral français, avec La Pyrénée (ou La Pastorale amoureuse), en réalité une libre interprétation et traduction du roman de Jorge de Montemayor, publié pour la première fois en 1559.
La liste des publications de Belleforest est très longue. Ce sont toutefois ses publications ayant trait à la cosmographie et à l’historiographie qui restent parmi ses œuvres les plus importantes grâce à l’intérêt historique qu’elles présentent :
·        L’Histoire des nevfs roys, Charles de France, 1568
·        La Cosmographie universelle de tout le monde, Paris 1575 ; Belleforest s’appuie sur sa traduction de la Cosmographia de Sebastian Münster, même s’il met en sous-titre : « Auteur en partie Munster, ornée et enrichie, par François de Belle-Forest, Comingeois… »
·        Grandes annales et histoires générales de France, 1579
Son œuvre finale comprend environ 50 volumes.
Mais ce qui fit la renommée de Belleforest en tant qu’auteur, ce sont ses Histoires tragiques qui obtinrent un grand succès à l’époque. Une de ces histoires sera probablement la source pour le Hamlet de Shakespeare: Avec quelle ruse Amleth, qui depuis fut Roy de Dannemarch, vengea la mort de son pere Horwendille, occis par Fengon son frere, et autre occurrence de son histoire, Hist. 5, tome V, Paris 1572.
De plus, François de Belle-Forest fut le tout premier au sein de la littérature à mentionner et décrire la grotte de Rouffignac.

## Les Histoires tragiques «de l’invention de l’auteur»
Au début de l’année 1559 Pierre Boaistuau (1517-1566) fit paraître, sous le titre d’Histoires tragiques, une traduction partielle des Nouvelles de Matteo Bandello. Il a bénéficié pour cette traduction de la maîtrise de la langue italienne que possédait Belleforest qui se trouvait à ses côtés,La même année parut une suite dans laquelle Belleforest apparaît en tant que traducteur. Lorsque Boaistuau abandonna ses travaux sur Bandello, travaux pourtant couronnés de succès, Belleforest reprit le flambeau en utilisant son titre, « Histoires tragiques » mais en y ajoutant « de l’invention de l’auteur ». Car il alla plus loin que son prédécesseur. Belleforest publia en tout trente-quatre Histoires tragiques, les tomes IV à VII ; les tomes I à III étant de Bandello.
Le point de départ était presque toujours le texte d’un historiographe ; Belleforest le transformait alors en un récit qui se voulait instructif et moralisateur. Chez lui, une « Histoire » est moins le récit d’un événement passé, que celui d’une réalité vécue. Belleforest se fait plus moralisateur qu’historien. Les passages qui véhiculent l’action sont en règle générale « vrais ». Si ce n’est pas le cas, ce qui est rare, ils correspondent pour le moins à une probabilité historique ou psychologique. Si un événement peut paraître peu digne de foi, Belleforest cite toujours sa source. Il rejette, à cause de leurs gauloiseries encore appréciées de nos jours, les formes brèves de la tradition narrative réaliste. Pour Belleforest, la littérature n’a pas à être exclusivement au service du divertissement.
D’ailleurs, la troisième histoire du tome VII doit déjà, de par son titre, ne pas être considérée comme historique : Accidens divers advenus à Apollonie Roy des Tyriens ; ses malheurs sur mer, ses pertes de femme, et filles, et la fin heureuse de tous ensemble. Ici l’auteur avoue clairement que ce que l’on devrait prendre pour vrai, ne l’est pas vraiment… mais qui estant ancienne, peut avoir quelque cas de vrai. Belleforest reste cohérent : cette histoire n’est en rien porteuse de morale.
Paulus Diaconus (VIIIᵉ s.) et Jean Froissart (XIVᵉ s.) sont aussi les sources sur lesquelles Belleforest s’est appuyé, à côté des historiens des XVᵉ et XVIᵉ siècles. Il avait une inclination pour les sujets qu’il puisait auprès des « barbares », c’est-à-dire ceux appartenant à une autre civilisation : les Scandinaves, les Anglais, les Écossais, les Africains du nord, les gens de Bohème. Bien souvent Belleforest mettait en avant les comportements vertueux des barbares, même si l’Europe chrétienne du XVIᵉ siècle était admise comme fondamentalement supérieure à ces mêmes barbares, en dépit de tous les dysfonctionnements sociaux de l’époque. Si on fait exception des Histoires 7 et 8 du tome V, il évita de rédiger des histoires à propos de ce qui se passait à l’époque dans la France éprouvée par les guerres de Religion, les combats et autres assassinats. Il démontra toutefois, dans ses commentaires et ses dédicaces, des similitudes entre son texte et le temps présent :   la plus part des arguments ressentent ne say quoy des miseres de nostre siecle, ou bien il parle de : … la meschanceté de ceulx qui sous tiltre, et prétexte de religion, ruinent les chose sainctes, et faignans la saincteté, accablent a la foy, et les lieux et les personnes à Dieu dédiées et consacrées.
Pour Belleforest la narration est par excellence le maître d’apprentissage de la vie. Puisque les puissants à la tête de l’État n’ont pas le temps de se consacrer à l’histoire, ils doivent au moins avoir connaissance de son côté tragique par la lecture : à travers la morale de l’histoire ils éviteront les erreurs. Cela est particulièrement important pour de jeunes nobles. L’auteur devient alors vulgarisateur et maître d’apprentissage, son ambition est d’être utile au lecteur.
Il présente une autre justification quand il remanie l’histoire de la mort cruelle et tragique du prince Mustapha, une histoire déjà très connue grâce à Gabriel Bounin et à sa tragédie La Soltane (1561). Il se devait de donner à ces simples qui n’entendent la divinité des vers, un accès à la compréhension de ces événements tragiques. Seules quatre des trente-quatre Histoires renvoient à un modèle purement littéraire ; vingt-quatre proviennent d’œuvres historiques ou cosmographiques ; cinq font vraisemblablement référence à des actes judiciaires. La matière d’une seule Histoire tragique peut, à cause de son actualité, être considérée comme une « nouvelle », un « compte rendu » ou encore un « témoignage ».
L’auteur qualifie souvent ses Histoires comme « cruelles et tragiques », « sanglantes et tragiques », « desbordé(e)s et tragiques », « pitoyables et tragiques ». Elles sont par conséquent cruelles, sanglantes, allant au-delà du seuil de la morale, et plus le sang coule, plus elles sont tragiques. Belleforest se met en scène comme narrateur omniscient ; il souligne constamment combien il souffre de ce qu’il décrit. On doit constater un manque de distance fondamental entre le narrateur et ce qu'il écrit ; de même qu’on observe une absence totale de double sens ou encore d’humour : l'auteur veut toujours être pris au sérieux.
À la manière d’Horace, Belleforest essaie de joindre l’utile à l’agréable. Pourtant ce côté agréable ne sera atteint que par une certaine diversité faite de l’alternance d’histoires qui ont un caractère plutôt privé et d’histoires qui ont un intérêt politique ou historique.
Ce qui relie ces récits, c’est le sérieux toujours présent du moraliste ainsi que la forme littéraire qu'il utilise de manière répétitive : argument - introduction générale - introduction à la situation historique du conte – intrigue - conclusion moralisatrice. Le déroulement de l’action est sans cesse interrompu par des observations et des commentaires de l’auteur mais aussi parfois par les interventions pertinentes d’un personnage impliqué dans l’histoire, des jérémiades, des monologues, des dialogues (qui sont à vrai dire plutôt une suite de monologues), des lettres et des poèmes. Ces ajouts étaient à l’époque très populaires et suffisaient à trouver éditeurs et lecteurs. Le lectorat y voyait une éloquence empreinte de modèles à suivre.
Les caractères stéréotypés d'un jeu d’échec, deviennent plus vivants grâce à tous ces ajouts. Belleforest y ajoute aussi une motivation psychologique. Il n’est pas suffisant que le héros agisse d’une façon ou d’une autre ; le lecteur du XVIᵉ siècle doit percevoir le pourquoi et il doit pouvoir considérer comme vraisemblable cette façon de faire. Dans les histoires à caractère politique, les conflits de pouvoir entre pays ne sont pas la conséquence d’une politique d’expansion ou de destruction rationnelles. Au contraire ces histoires s’expliquent par le caractère de celui qui est mis en scène, de ses ambitions et de « diverses humeurs », de concupiscence charnelle ou encore d’honneur blessé. D’un autre côté, quand il crée le lieu de l’action, Belleforest n’en appelle pas à la force d’imagination du lecteur mais plutôt à son raisonnement. De la même façon, l’apparence physique des personnages reste floue, l’important est leur position sociale, leur état d’esprit moral et psychologique.
Le souci de l’auteur n’est pas de tenir le lecteur en haleine ; au contraire il cherche constamment à attirer son attention sur l’issue - parfois sanglante - de l’histoire. Si une histoire d’amour comme celle de d’Euryale et Lucrèce commence dans la confusion, désordre, salté et injustice, alors les deux amants ont beau - pour le moment – se sentir heureux, la culpabilité exigera l’expiation, le bonheur se transformera inéluctablement et logiquement en chagrin.  Ce qui aujourd’hui ennuierait et effraierait le lecteur, était très prisé dans la deuxième moitié du XVIᵉ siècle ; les Œuvres morales de Plutarque et les Essais de Montaigne avaient leurs lecteurs assidus.
La vision du monde et des hommes qu’avait Belleforest correspond à celle de son temps. La Création est parfaite. Pourtant, les passions peuvent aller au-delà même de la raison humaine, même si cette dernière tente de résister. Les passions qui amènent à la ruine sont les amours adultères, l’ambition, la colère, le désir de vengeance. S’y adonne-t-on, qu’on ne se différencie plus de la bête la plus sauvage. La raison ouvre le chemin de la vertu, mais l’être humain est fragile. Belleforest voit dans la maîtrise de soi et dans la volonté une possibilité d’échapper au diktat de la passion. Cela n’implique pas pour autant que Belleforest voit le tragique comme partie intégrante de l’homme. Parfois il parle de « la fortune » mais il ramène tout à la Providence. Dans tout malheur il y a la punition de Dieu. Dieu punit le coupable et récompense le juste ; cela nous apprend que l’action de l’homme doit se laisser guider par la bonté divine. Dieu est miséricordieux envers ceux qui le méritent. Ceux auxquels la grâce est refusée ont assurément mérité leur peine. L’austérité morale de l’auteur, tout comme son image pessimiste de l’homme, même si elle est inconsciente, font en sorte que, dans les Histoires tragiques le vécu humain n’est pas présenté comme tragique. Les histoires de ce recueil se déroulent exclusivement dans un rapport de cause à effet entre la faute et la punition.

## L'héritage de Belleforest
Belleforest a dû avoir un lectorat important à son époque car ses Histoires tragiques ont sans cesse été rééditées de son vivant. Entre le XVIᵉ et le début du XXᵉ siècle, l’histoire littéraire l’a complètement négligé. Les textes de Belleforest n’ont pas laissé de trace durable, tout simplement à cause des injonctions morales qu’ils contiennent, injonctions trop datées. Mais on peut parler d’un genre littéraire adapté à son époque. Ou, pour employer des notions modernes, de « littérature engagée », de « littérature à thèse ».
La mode des Histoires tragiques survécut, sous des formes toujours renouvelées, jusqu’au XVIIᵉ siècle et a même laissé des traces à notre époque. Mais l’image négative de Belleforest en tant qu’auteur peu doué et très, même trop prolifique, s’était ancrée dans le paysage littéraire depuis les attaques personnelles de Lancelot Voisin de La Popelinière dans son Histoire des Histoires (1599). C’est ce qui fait que même le très influent Pierre Bayle, dans son Dictionnaire historique et critique, s’inspire seulement chez Bénigne Poissenot, bien que Bernard de Girard du Haillan, dans L’Histoire de France (1576 et 1585) ait présenté, à propos de Belleforest, des sources plus sérieuses et moins tendancieuses.
Ce n’est qu’au début du XXᵉ siècle que René Sturel se rapprocha de Belleforest par le biais de Bandello. Ulrich Beidatsch entreprit un premier examen des Histoires tragiques de Belleforest en 1973. Un seul tome de l’énorme thèse de Michel Simonin fut publié. Depuis, seuls quelques éléments isolés des textes de Belleforest ont fait l’objet d’études.

## Publications
- La chasse d'amour (poème), 1561 ;

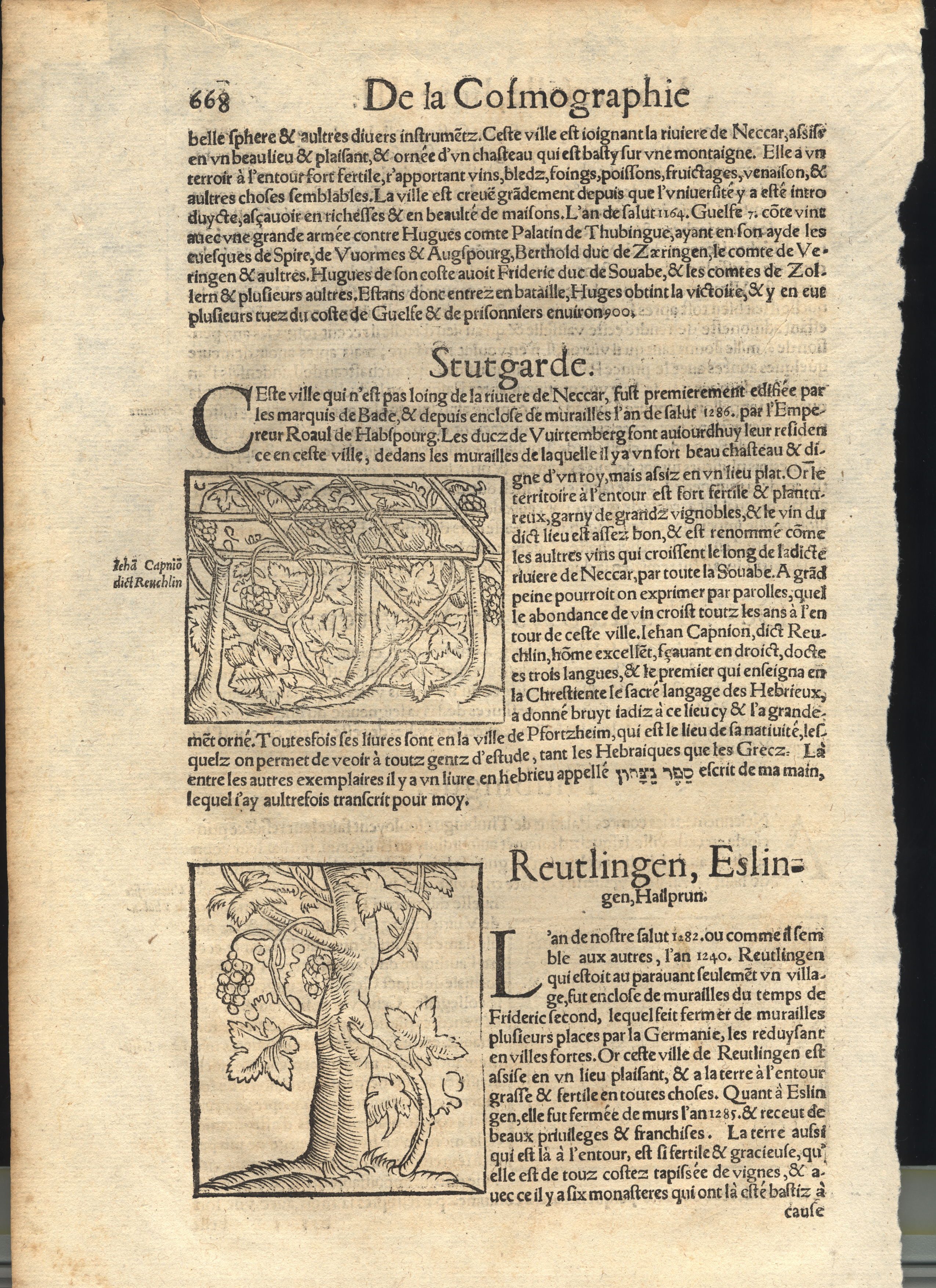
Page provenant de la traduction de la Cosmographia de Belleforest

- Continuation des histoires tragiques, contenant douze histoires tirées de Bandel...., traduction de Matteo Bandello, 1559 ;
- Histoires tragiques, traduction de Matteo Bandello, 7 volumes, 1566-1583 ;
- Les Amours de Clitophon et de Leucippe de Achille Tatius, 1568 ;
- L’histoire universelle du monde 1570
- La Pyrénée (ou La Pastorale amoureuse), 1571 ;
- Harengue militaires, et concions de princes, capitaines, embassadeurs, et autres manians tant la guerre que les affaires d'Estat ... Recueillis et faictes Françoyses. Paris, Nicolas Chesneau, 1572 ;
- La Cosmographie universelle de tout le monde. Paris, 1575. Nicolas Chesneau et Michel Sonnius. Traduction en français de la Cosmographia de Sebastian Münster, contenant un célèbre plan de Paris connu sous le nom de plan de Belleforest. 1575, Tome I, volume I ; Tome I, volume II.
- Grandes Annales et histoire générale de France, 1579 ;
- Les sentences illustrés de M. T. Ciceron Et les apophthegmes, avec quelquel sentences de piete, recueillies de mesme Ciceron. Aveei les plus remarquables sentences tant de Terence... et de... Demosthene. Le tout Traduit nouvellement de Latin en Français par François de Belle-forest, Commingeoiis. Reveu & corrige. Jacob Stoer, Genève, 1609 ;
- Les chroniques et annales de France, dès l'origine des François, & leur venue en Gaule. Pierre Chevalier, 1621. Dernière édition et la plus complète des Chroniques de Nicole Gilles, dont l'édition originale est de 1525.
- Description générale de tous les Pays-Bas de Louis Guichardin, (traduction en Français, publiée en 1612)